# Ой, куди ж ти їдеш?
«Ой, куди ж ти їдеш..?» — радянський український ляльковий мультфільм 1988 року.
На основі жартівливої народної пісні про селянина, що їде на базар продавати груші і про дівчину, що зустрілася йому в дорозі..

## Сюжет
Чоловік Явтух їде на возі. Йому зустрічається дівчина, що запитує куди він їде. Явтух відмовляється сказати, але його кінь пояснює, що на базар. Дівчина тоді хоче, щоб Явтух підвіз туди і її. Чоловік, однак, відмовляє, але після вмовлянь погоджується.
Потім дівчина допитується, що він везе. Знову Явтух не хоче казати, але за нього говорить кінь. Далі вона домагається, щоб Явтух пригостив її грушею, обняв і поцілував. Це закінчується тим, що віз ламається і Явтух їде далі сам.

## Творча група
- Автор сценарію і режисер: Ірина Гурвич
- Художник-постановник: Оксана Карпус
- Композитор: Володимир Бистряков
- Кінооператор: Тамара Іваницька
- Звукооператор: Ігор Погон
- Мультиплікатори: Жан Таран, Елеонора Лисицька, Костянтин Баранов, А. Трифонов
- Пісні виконують: Людмила Гримальська, О. Ледньов
- Ляльки і декорації виготовили: Анатолій Радченко, В. Яковенко, В. Гахун, В. Воскобойник
- Асистенти: Г. Свечников, В. Сабліков, А. Ніколаєнко
- Режисер монтажу: О. Деряжна
- Редактор: Світлана Куценко
- Директори фільму: М. Гладкова, Н. Литвиненко